# Résolution 293 du Conseil de sécurité des Nations unies
Membres permanents
- Chine
- États-Unis
- France
- Royaume-Uni
- URSS

Membres non permanents
- Argentine
- Burundi
- Belgique
- Italie
- Japon
- Nicaragua
- Pologne
- Sierra Leone
- Somalie
- Syrie

Résolution no 292 Résolution no 294
La résolution 293 du Conseil de sécurité des Nations unies fut adoptée à l'unanimité le 26 mai 1971. Après avoir réaffirmé les résolutions antérieures sur le sujet et pris note des récents développements encourageants, le Conseil a prolongé le stationnement de la Force des Nations unies chargée du maintien de la paix à Chypre pour une nouvelle période prenant fin le 15 décembre 1971. Le Conseil a également appelé les parties directement concernées à continuer d'agir avec la plus grande retenue et à coopérer pleinement avec la force de maintien de la paix.